# Holmeswood
Holmeswood – wieś w Anglii, w hrabstwie Lancashire, w dystrykcie West Lancashire. Leży 47 km na północny zachód od miasta Manchester i 301 km na północny zachód od Londynu.